# Hilston Park
Hilston Park es una casa rural con finca localizada entre los pueblos de Newcastle y Skenfrith, en Monmouthshire, Gales, cercana a la frontera con Herefordshire, Inglaterra. La casa y el parque están situados en el valle Monnow, junto a la B4347. 
La mansión Palladiana, construida en 1838 para el banquero George Cave, es un edificio protegido y el prado de flores es un sitio de interés científico especial. El parque incluye un lago, un embarcadero, un estanque, varias corrientes fluviales, jardines, áreas de bosque, y la Hilston Tower, un tardío capricho del siglo XVIII.º hecha de arenisca roja. La casa ahora sirve como centro de educación exterior residencial.

## Historia
Hilston era hace muchos años la propiedad principal y mansión de la parroquia de St. Maughans. En los siglos XVII y XVIII fue residencia de la familia Needham, a pesar de que Henry Milbourne, un magistrado de siglo XVII también vivió en ella. Sebastian Needham fue enterrado en Skenfrith, el 26 de marzo de 1723, fue padre de nueve niños. La casa permaneció en la familia durante cuatro generaciones. Siguiendo un periodo estable de propiedad los próximos 70 años. Fue finalmente vendida por John Needham al Señor William Pilkington cuándo Needham se mudó a Somerset.  Pilkington la vendió a James Jones del Graig, quién la vendió a Señor Robert Brownrigg, G.C.B.   Muerto en el 27 de mayo de 1833, tiene un monumento en la iglesia de St. Maughan.  Después la casa fue vendida a Thomas Coates de Lancashire.  Poco después, el 12 de septiembre de 1838, la casa fue destruida por el fuego.

## Arquitectura y diseño

### Jardines y logias
Hilston tiene dos entradas al norte y al sur.." Dos logias están contenidas en la propiedad, una de ellas en Estilo Tudor. La cochera del lado nororiental fue derribada en 1972; solo quedan unos muros.
En 1920 la propiedad fue calculada en 1,050 acres (420 ha). El prado de flores del parque es un sitio de interés científico especial. Cadw lo cita en el listado SSSI de 1990. Muchas partes del parque están en cultivo. Al sureste de la casa hay un jardín italiano qué contiene una piscina de piedra circular y una fuente. Al nordeste de la casa hay un huerto amurallado grande, rectangular y enmarcado por paredes de ladrillo rojo. El huerto está orientado dirección nordeste. En los meses de verano es utilizado como parque de caravanas.

### Lago
Un lago está situado al suroeste de la casa, separado por un cinturón de bosque que consta de principalmente de árboles caducifolios , coníferos y arbustos.  El lago, de aproximadamente 100 metros contiene una isla enmarcada por una pared de piedra. En el lado oriental del lago hay un embarcadero y una gruta. La gruta tiene 2 metros de alto
construida con grandes piedras irregulares.

### Hilston Tower
Se encuentra en el bosque de aprovechamiento forestal. La torre, construido en arenisca roja data del siglo XVIII. El lado del norte está considerablemente más erosionado que el lado del sur. La torre es más ancha en la base y no tiene estructura interior.

### Casa
Se reformó en la expectativa de una visita de George IV, que nunca pasó. El edificio principal ha sido descrito como "una importante mansión en estuco victoriano clásica. El frente tiene cuatro columnas Iónicas masivas.  El arquitecto no es sabido.  El edificio fue remodelado alrededor de 1912 por Arthur Grove.